# Will Grigg
William Donald „Will“ Grigg (* 3. Juli 1991 in Solihull, England) ist ein nordirischer Fußballspieler, der seit 2023 beim 4. Ligisten FC Chesterfield unter Vertrag steht und für die nordirische Nationalmannschaft spielte. Internationale Bekanntheit erlangte Grigg während der Europameisterschaft 2016 in Frankreich durch das Lied „Will Grigg’s on Fire“.

## Karriere

### Vereine
Grigg, zu diesem Zeitpunkt noch Fan von Aston Villa, begann mit sieben Jahren an der Fußballakademie des Stadtrivalen Birmingham City mit dem Fußballspielen. Er durchlief die verschiedenen Jugendmannschaften des Vereins, brach sich aber im Alter von 15 Jahren das Bein. 2007 begann er ein Studium am Solihull College in seinem Geburtsort und spielte für Solihull Moors.
Nach einer Saison bei Stratford Town bekam er 2008 beim Drittligisten FC Walsall einen Profivertrag. In den ersten beiden Spielzeiten kam er aber nur zu einem Ligaeinsatz, als er am 20. Dezember 2008 mit 17 Jahren beim 0:0 gegen Cheltenham Town in der 90. Minute eingewechselt wurde. In den beiden folgenden Spielzeiten erzielte er in 28 bzw. 29 Ligaspielen je vier Tore, in der Saison 2012/2013  in 41 Spielen 19 Tore, womit er zusammen mit zwei anderen Spielern zweitbester Torschütze der Liga war.
Im Juli 2013 wechselte er ablösefrei zum Ligakonkurrenten FC Brentford, der im Aufstiegs-Playofffinale den Aufstieg in die zweite Liga verpasst hatte. Hier gelangen ihm in 34 Spielen aber nur fünf Tore. Dennoch stieg der FC Brentford am Ende der Saison als Vizemeister in die zweite Liga auf. Zur Saison 2014/15 wurde Grigg an die Milton Keynes Dons verliehen, für die er in 44 Spielen 20 Tore erzielte. Damit hatte er Anteil daran, dass die Dons als Vizemeister in die zweite Liga aufstiegen.
Im Juli 2015 wechselte er zum Zweitligaabsteiger Wigan Athletic, bei dem er in 40 Spielen 25 Tore erzielte und damit als Torschützenkönig zum direkten Wiederaufstieg als Drittligameister beitrug. In der EFL Championship 2016/17 gelangen ihm nur fünf Tore in 33 Spielen und Wigan stieg als Vorletzter wieder ab. Mit 19 Toren in 43 Spielen, womit er drittbester Torschütze der EFL League One 2017/18 war, hatte er maßgeblichen Anteil an der erneuten Drittligameisterschaft und der Rückkehr in die EFL Championship 2018/19. Hier erzielte er in 17 Spielen der ersten Saisonhälfte vier Tore, wechselte dann aber zur zweiten Saisonhälfte zum Drittligisten AFC Sunderland. Mit Sunderland scheiterte er im Aufstiegs-Play-off-Finale an Charlton Athletic.

### Nordirische Nationalmannschaft
Grigg kam in den beiden letzten Spielen der Qualifikation für die U-21 EM 2011 zum Einsatz. Dabei erzielte er am 3. September 2009 19 Minuten nach seiner Einwechslung in der Schlussminute mit seinem ersten Tor den 4:0-Endstand gegen San Marino, verlor aber das zweite Spiel gegen Deutschland mit 0:3, wobei er auch auf Mario Götze traf. Die Nordiren schieden aber ebenso wie die deutsche Mannschaft aus. In der Qualifikation für die U-21 EM 2013 brachte er es dann auf sechs Einsätze, blieb aber ohne Torerfolg und die Nordiren schieden wieder als Vorletzte aus.
Nach dem sechsten Qualifikationsspiel wurde er zur A-Nationalmannschaft eingeladen und hatte im Freundschaftsspiel gegen die Niederländer am 2. Juni 2012 einen 90-minütigen Einsatz als einsame Sturmspitze. Für Grigg blieb es bis dato der einzige Einsatz über 90 Minuten. Die Niederländer nutzten das Spiel um sich mit sechs Toren erfolglos für die eine Woche später beginnende EM-Endrunde warm zu schießen. Für die letzten beiden Spiele in der U-21-EM-Qualifikation im September wurde er dann ebenso wenig berücksichtigt wie für die nächsten Länderspiele der A-Nationalmannschaft. Erst im Februar 2013 kam er gegen Malta zu seinem zweiten Länderspiel. Im August folgte dann beim 1:0-Sieg im WM-Qualifikationsspiel gegen Russland sein erster Pflichtspieleinsatz, als er vier Minuten vor dem Spielende eingewechselt wurde. Das nächste Qualifikationsspiel fand dann wieder ohne seine aktive Mitwirkung statt, beim anschließenden 2:3 gegen Luxemburg wurde er beim Stand von 1:2 zehn Minuten vor dem Spielende eingewechselt. Beide Mannschaften hatten zu dem Zeitpunkt schon keine Chance mehr sich für die WM zu qualifizieren, für die Luxemburger war es aber der einzige Sieg in der Qualifikation. Danach kam Grigg auch noch bei der Niederlage gegen Aserbaidschan – ebenfalls dem einzigen Sieg der Aserbaidschaner in der Qualifikation – zu einem sechsminütigen Kurzeinsatz. Insgesamt saß er bei neun WM-Qualifikationsspielen auf der Bank, musste dann 18 Monate auf seinen nächsten Einsatz in einem Freundschaftsspiel warten und kam auch in der Qualifikation zur EM 2016 nur zu acht Einsätzen als Bankdrücker. Seinen Mitspielern gelang aber auch ohne seine aktive Mitwirkung erstmals die Qualifikation für die EM-Endrunde.
Am 18. Mai 2016 wurde er von Teammanager Michael O’Neill, obwohl er seit Mai 2015 kein Länderspiel mehr bestritten hatte, in den vorläufigen Kader mit 28 Spielern für die EM-Endrunde berufen.
Im ersten Testspiel in der EM-Vorbereitung wurde er beim 3:0 gegen die nicht für die EM qualifizierten Belarussen für die letzte halbe Stunde eingewechselt und erzielte zwei Minuten vor dem Spielende das letzte Tor und damit sein erstes Länderspieltor. Einen Tag später wurde Grigg für den endgültigen EM-Kader nominiert. Obwohl er, wie zwei weitere Feldspieler des Kaders auch, im Turnier nicht zum Einsatz kam, erlangte er internationale Bekanntheit, weil die Fans auf den Rängen „Will Grigg’s on Fire“ anstimmten.
In der nach der EM begonnenen Qualifikation für die WM 2018 hatte er nur einen Einsatz. Die Nordiren scheiterten in den Play-off-Spielen der Gruppenzweiten an der Schweiz. In der UEFA Nations League 2018/19 kam er in zwei der sechs Spiele zum Einsatz, wobei er bei der 1:2-Niederlage gegen Bosnien und Herzegowina das Tor für die Nordiren erzielte. Die Qualifikation zur Fußball-Europameisterschaft 2020 fand ohne ihn statt.

## Erfolge

### Nationalmannschaft
- EM-Achtelfinalist (1): 2016 (ohne Einsatz)

### Verein
Wigan Athletic
- Englischer Drittliga-Meister (2): 2015/16 und 2017/18

### Persönliche Auszeichnungen
- Europas Fußballer des Jahres: 25. Platz 2016[10]
- Torschützenkönig der Football League One 2015/16

## „Will Grigg’s on Fire“
Nachdem Will Grigg in Wigan Torschützenkönig in Englands dritter Liga geworden war, wurde er zum Internet-Hit. Zur Melodie des Liedes Freed from Desire der Sängerin Gala aus dem Jahr 1996 textete der Wigan-Fan Sean Kennedy „Will Grigg’s on Fire“. Durch das House-Duo Blonde stürmte die neue Version die britischen Download-Charts. Schon kurz nach der Veröffentlichung Ende Mai 2016 landete „Will Grigg’s on fire“ in den Top Ten der iTunes-Bestenliste. Die Einnahmen gehen an eine Stiftung. Das Lied wird mittlerweile auch bei Länderspielen der nordirischen Nationalmannschaft gesungen. Während der Europameisterschaft 2016 in Frankreich erlangte das Lied internationale Bekanntheit.